# حارة جار الله (صنعاء)
حارة جار الله هي إحدى حارات حي شعوب بمديرية شعوب إحد مديريات العاصمة اليمنية صنعاء، بلغ تعداد سكانها 1457 نسمة حسب تعداد اليمن لعام 2004.